# Södermanlands runinskrifter 32
Skåängsstenen, eller Södermanlands runinskrifter 32, i Trosa är Södermanlands näst äldsta runsten. Stenen i röd granit har två inristningar vilket är mycket ovanligt. Den ena ristningen är med den urnordiska runradens tecken, förmodligen ristad omkring år 500, och den andra ristningen är med vikingatida runor från 1000-talet, det vill säga att ett halvt årtusende skiljer de båda ristningarna åt. Ett annat exempel på denna företeelse att använda samma sten två gånger, är Sparlösastenen i Västergötland.
Skåängsstenen är först känd från 1820-talet då den restes efter att ha hittats omkullfallen och nedsjunken i marken "på Skåängs gärde vid landsvägen". Kyrkoherden C. U. Ekström på Mörkö ritade av ormslingan som löper längs stenens kant och år 1830 trycktes teckningen i bokverket Samlingar för Nordens fornälskare. Stenen undersöktes 1867 av Hans Hildebrand som upptäckte att det, mitt på stenen, fanns en inskrift med den urnordiska runraden.
Ornamentiken tillkom på 1000-talet och består av en ormslinga som löper längs stenens kanter. Ormens stjärt och huvud är sammanbundna med ett så kallat iriskt koppel. Ormens huvud är avbildat uppifrån och har en extra dekoration på nosen.

## Inskrifterna
Den urnordiska texten lyder:

Translitterering av runraden:
harija ÷ leugaz
Normalisering till urnordiska:
Harja, Leugaz
Tolkningen av den urnordiska texten brukar vara att den består av två mansnamn, Harija och Leugar, som hade varit Häre och Ljung i dagens språkdräkt. Om denna tolkning är riktig, så hänger det första namnet samman med (krigs)här, och det andra med det gotiska ordet liugan - "gifta sig". Namnet Harija är urnordiskt och har också återfunnits på en kam i Vimose på Fyn, Danmark, där det stavats Harja. Det tecken som står mellan namnen, påträffas för första gången i urnordisk skrift på denna sten. I det vikingatida runalfabetet är tecknet h-runan. Betydelsen av detta tecken, samt det tecken som ser ut som en 7:a efter namnet Leugar, är av forskare omtvistat.

Bild på runstenen tagen år 1970.

Den yngre texten börjar vid ormens huvud och lyder:

Translitterering av runraden:
skanmals auk × olauf × þau × litu × kiara × merki × þausi × eftiR × suain × faþur × sin × kuþ × hialbi salu hans
Normalisering till runsvenska:
Skammhals ok Olof þau letu gæra mærki þausi æftiR Svæin, faður sinn. Guð hialpi salu hans.
Översättning till nusvenska:
Skamhals och Olauf de läto göra märken dessa efter Sven, fader sin. Gud hjälpe själen hans.
I den yngre inskriften är Olov ett kvinnonamn, vilket framgår av formen för "de", þau. Den formen används enbart om det är fråga om personer av olika kön, det hade hetat þæiʀ om det varit två män. Under 1000-talet tog alltså de två syskonen Skamhals och Olov en befintlig runsten och ristade minnesrunorna efter sin far.